# Me!
"Me!" (hoặc "ME!") là bài hát của nữ ca sĩ kiêm sáng tác nhạc người Mỹ Taylor Swift hợp tác cùng thành viên Brendon Urie từ ban nhạc Panic! at the Disco, phát hành bởi Republic Records vào ngày 26 tháng 4 năm 2019, là đĩa đơn chính cho album phòng thu thứ bảy của cô, Lover. Bài hát được sáng tác bởi Swift, Joel Little và Urie, sản xuất bởi Little và Swift.

## Bối cảnh sáng tác
Vào ngày 13 tháng 4 năm 2019, một đồng hồ đếm ngược đến nửa đêm ngày 26 tháng 4 đã xuất hiện trên trang web của Taylor Swift, dẫn đến suy đoán về việc phát hành nhạc mới của người hâm mộ. Vào ngày 25 tháng 4, nhiều trang báo khác nhau đã đăng tin một bức tranh tường về một con bướm ở khu phố Gulch ở Nashville, Tennessee đã được thực hiện.
"Me!" là bài hát thuộc thể loại bubblegum pop viết bởi Taylor Swift, Brendon Urie, Joel Little và được sáng tác bởi cả cô cùng Little. Swift mô tả giai điệu pop của bài hát, "có thể giữ âm điệu trong đầu người nghe và khiến họ cảm thấy tốt hơn về bản thân mình, mà không xấu" – cô nói.

## Video âm nhạc
Video âm nhạc cho "Me!" được công chiếu trực tiếp trên YouTube vào lúc 12AM EST (05:00 UTC) vào ngày 26 tháng 4 năm 2019, video này được đạo diễn quay bởi Dave Meyers và Swift. Video âm nhạc cho Me! đạt 10 triệu lượt xem nhanh nhất trên YouTube chỉ sau 2 giờ 30 phút, đánh bại thành tích kỷ lục trước của BTS với video âm nhạc Boy with Luv đạt 10 triệu lượt xem trong 2 giờ 51 phút, và trong 24 giờ đầu tiên ra mắt đã đạt được 65,2 triệu lượt xem so với Boy with Luv 76,4 triệu, đứng thứ 3 trong danh sách video được xem nhiều nhất trong 24 giờ đầu tiên ra mắt trên YouTube và đứng thứ 2 đối với một video âm nhạc. Bên cạnh đó, nó còn phá vỡ nhiều kỷ lục chẳng hạn như đứng đầu Itunes của 19 quốc gia trong tổng cộng 75 quốc gia. Theo YouTube, đây là MV có lượt xem cao nhất của một nghệ sĩ solo trong 24 giờ đầu tiên. Ghi nhận khác là nghệ sĩ đầu tiên phá kỉ lục Vevo 3 lần liên tiếp, là bài hát có lượt stream trên Spotify nhiều thứ 2 đối với một nghệ sĩ nữ (4.63 triệu lượt),...
"Me!" được đánh giá là một video âm nhạc tươi sáng và đầy màu sắc nhất từ trước đến nay của Taylor Swift. Sau kỉ nguyên hai năm trước là Reputation với hình ảnh nàng Swift quyến rũ, u tối và đầy cá tính thì đến năm nay là một kỉ nguyên mới tươi vui hơn.

## Thành tích
Ca khúc "Me!" sau ba ngày công bố đã đạt được vị trí 100 của bảng xếp hạng Bilboard Hot 100. Đây là ca khúc thứ 78 của Swift có mặt trên bảng xếp hạng này. Tuy nhiên, sang tuần thứ 2, ca khúc này nhảy vọt 98 bậc lên vị trí thứ 2. Đây là cú nhảy lớn nhất từ trước đến giờ của một nhạc phẩm trên Billboard Hot 100. Trước đó, kỷ lục này thuộc về Kelly Clarkson với bài hát My Life Would Suck Without You.

## Thực hiện
- Taylor Swift – hát, viết lời bài hát, sáng tác
- Joel Little – sản xuất, viết lời bài hát, trống, guitar, keyboard, thu âm
- Brendon Urie – hát, viết lời bài hát
- John Rooney – thu âm
- Serban Ghenea – phối âm
- John Hanes – phối âm

## Biểu diễn trực tiếp
Swift và Urie đã trình diễn "Me!" để mở màn cho giải Âm nhạc Billboard năm 2019. Phần trình diễn được đánh giá rất tốt về hình ảnh lẫn phong thái trình diễn tự tin đầy cuốn hút của Swift và Urie mở màn đầy sôi động.

## Xếp hạng
| Xếp hạng (2019)                           | Vị trí cao nhất |
| ----------------------------------------- | --------------- |
| Argentina (Argentina Hot 100)             | 77              |
| Australia (ARIA)                          | 2               |
| Bolivia (Monitor Latino)                  | 16              |
| Bỉ (Ultratop 50 Flanders)                 | 24              |
| Bỉ (Ultratip Wallonia)                    | 14              |
| Canada (Canadian Hot 100)                 | 2               |
| Cộng hòa Séc (Singles Digitál Top 100)    | 5               |
| Denmark (Tracklisten)                     | 19              |
| Ecuador (National-Report)                 | 7               |
| Phần Lan (Suomen virallinen lista)        | 16              |
| France (SNEP)                             | 66              |
| Đức (GfK)                                 | 12              |
| Greece (IFPI)                             | 7               |
| Guatemala (Monitor Latino)                | 18              |
| Ireland (IRMA)                            | 5               |
| Italy (FIMI)                              | 19              |
| Japan (Japan Hot 100)                     | 6               |
| Japan Hot Overseas (Billboard)            | 1               |
| Japan Combined Weekly Singles (Oricon)    | 22              |
| Latvia (Latvijas Top 40)                  | 32              |
| Mexico (Monitor Latino)                   | 6               |
| Mexico (Billboard Ingles Airplay)         | 2               |
| Hà Lan (Dutch Top 40)                     | 29              |
| Hà Lan (Single Top 100)                   | 21              |
| New Zealand (Recorded Music NZ)           | 3               |
| Nicaragua (Monitor Latino)                | 1               |
| Norway (VG-lista)                         | 9               |
| Panama (Monitor Latino)                   | 11              |
| Ba Lan (Polish Airplay Top 100)           | 52              |
| Scotland (OCC)                            | 1               |
| Slovakia (Singles Digitál Top 100)        | 4               |
| South Korea (Gaon)                        | 183             |
| Spain (PROMUSICAE)                        | 36              |
| Sweden (Sverigetopplistan)                | 11              |
| Thụy Sĩ (Schweizer Hitparade)             | 12              |
| Anh Quốc (OCC)                            | 3               |
| Hoa Kỳ Billboard Hot 100                  | 2               |
| Hoa Kỳ Adult Contemporary (Billboard)     | 12              |
| Hoa Kỳ Adult Pop Airplay (Billboard)      | 10              |
| Hoa Kỳ Dance/Mix Show Airplay (Billboard) | 37              |
| Hoa Kỳ Digital Song Sales (Billboard)     | 1               |
| Hoa Kỳ Pop Airplay (Billboard)            | 10              |
| Venezuela (National-Report)               | 31              |

## Lịch sử phát hành
| Khu vực  | Thời gian           | Định dạng                    | Hãng thu âm           | T.K.   |
| -------- | ------------------- | ---------------------------- | --------------------- | ------ |
| Toàn cầu | 26 tháng 4 năm 2019 | Tài xuống Streaming          | Republic              | [ 55 ] |
| Ý        | 26 tháng 4 năm 2019 | Đài phát thanh hit đương đại | Universal Music Group | [ 56 ] |
| Hoa Kỳ   | 30 tháng 4 năm 2019 | Đài phát thanh hit đương đại | Republic              | [ 57 ] |
| Anh Quốc | 27 tháng 4 năm 2019 | Virgin EMI                   |                       | [ 58 ] |
| Hoa Kỳ   | 29 tháng 4 năm 2019 | Hot/Modern/AC radio          | Republic              | [ 59 ] |
| Hoa Kỳ   | 30 tháng 4 năm 2019 | Đài phát thanh hit đương đại | Republic              | [ 60 ] |